# Rafael Perazza

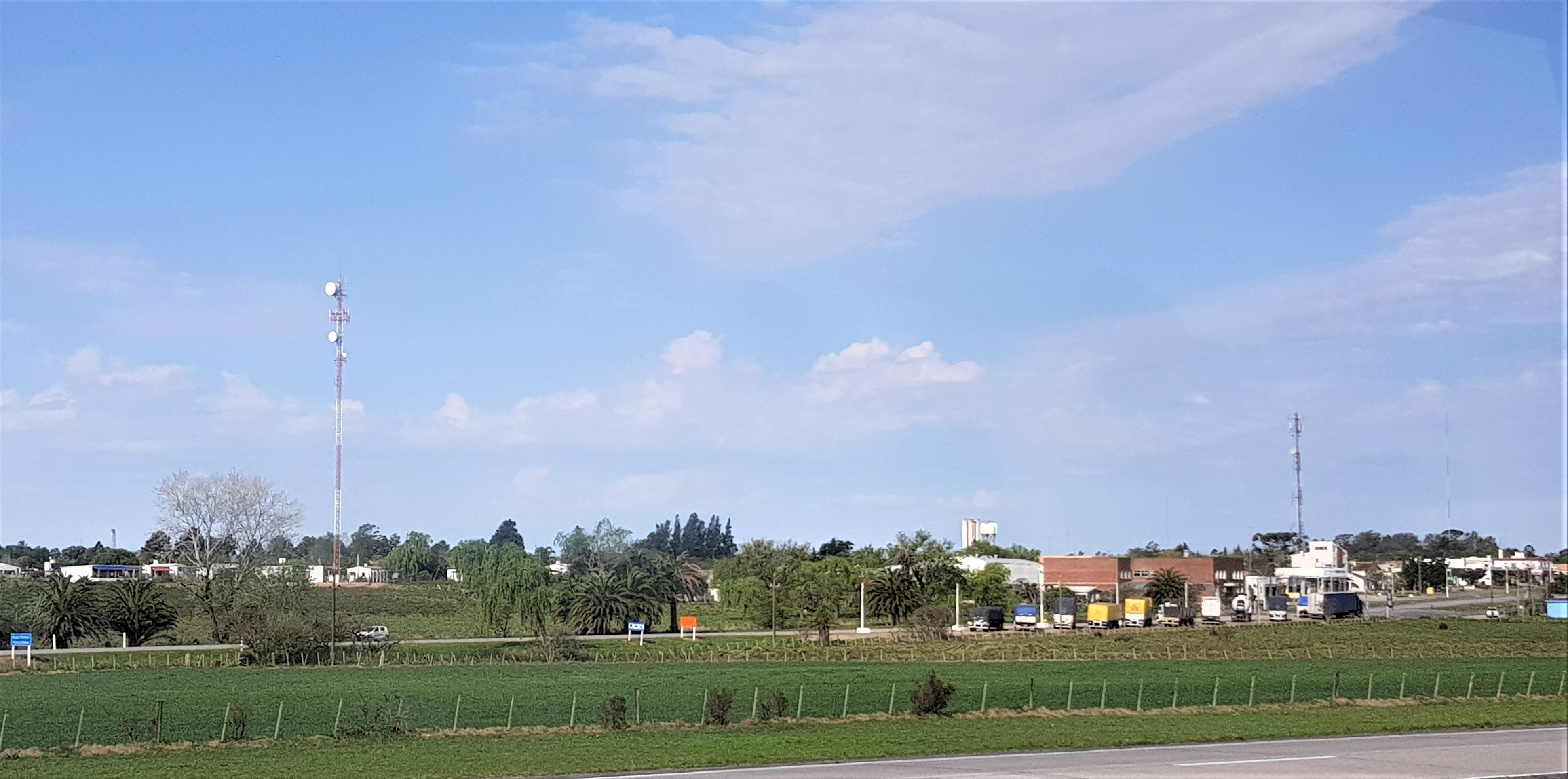
Rafael Perazza (2018)

Rafael Perazza ist eine Ortschaft in Uruguay.

## Geographie
Rafael Perazza befindet sich auf dem Gebiet des Departamento San José in dessen Sektor 6. Ansiedlungen in der Nähe sind im Nordwesten Rincón del Pino und im Südosten Radial. Westlich ist Mangrullo - Pueblo Leonico Rivero, östlich Villa María und nordöstlich Mevir Cañada Grande gelegen. Das Gebiet südlich des Ortes trägt die Bezeichnung Cuchilla San Miguel, östlich erstreckt sich die Cuchilla Mangrullo. In einem Bogen von Osten nach Norden umfließt weiträumig der Arroyo Sarandí Rafael Perazza.

## Infrastruktur
Durch den Ort führt die Ruta 1.

## Einwohner
Die Einwohnerzahl von Rafael Perazza beträgt 1.277 (Stand: 2011), davon 632 männliche und 645 weibliche.
| Jahr | Einwohner |
| ---- | --------- |
| 1963 | 475       |
| 1975 | 733       |
| 1985 | 774       |
| 1996 | 931       |
| 2004 | 1.235     |
| 2011 | 1.277     |

Quelle: Instituto Nacional de Estadística de Uruguay

## Söhne und Töchter von Rafael Perazza
- José Barreto (* 1993), Fußballspieler